# جانبن (ویرجینیای غربی)
جانبن (به انگلیسی: Jonben) یک منطقهٔ مسکونی در ایالات متحده آمریکا است که در شهرستان رالی، ویرجینیای غربی واقع شده‌است.